# Husarenquartier

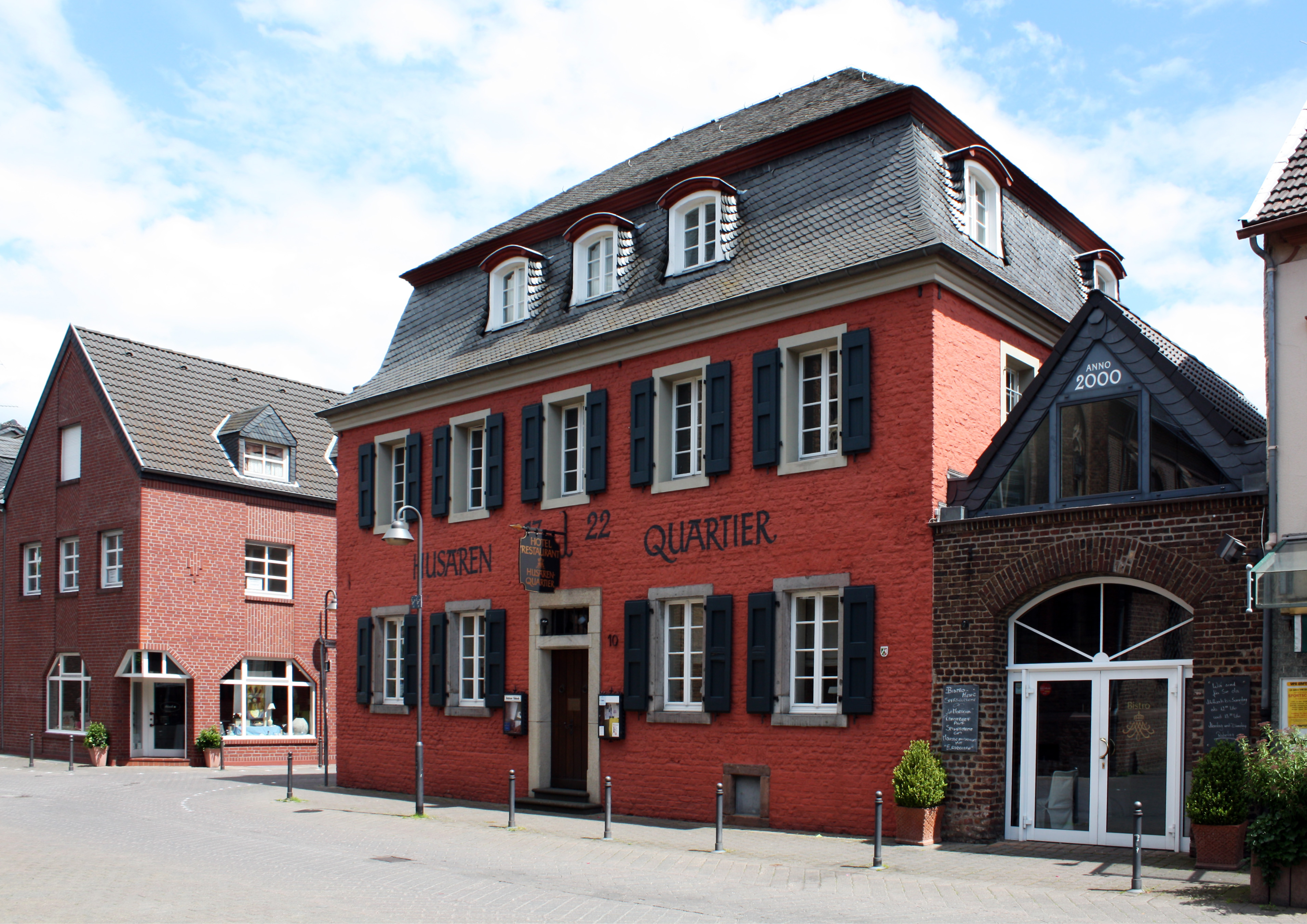
Husarenquartier Lechenich

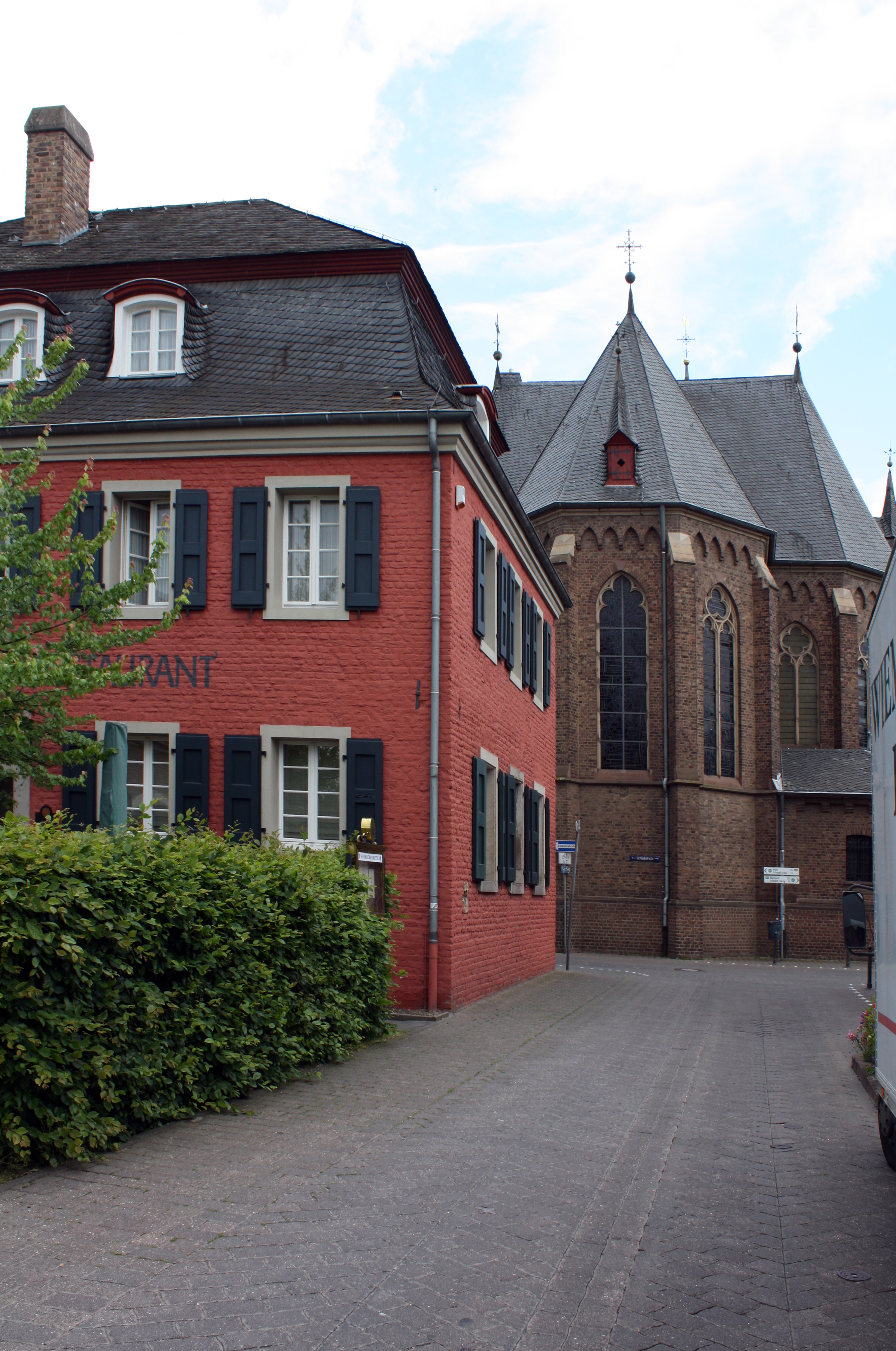
Vor St. Kilian

Das Husarenquartier in Erftstadt-Lechenich war von 1765 bis 1794 Standquartier der ersten von Kurfürst Clemens August 1751 aufgestellten kurkölnischen Polizei, einer berittenen Landgendarmerie, genannt „Husarenkompanie“. Die Husarenkompanie war von hier aus für den gesamten, überwiegend linksrheinischen Teil des Kurfürstentums Köln zuständig. Nach der Franzosenzeit war das Husarenquartier bis zur Verlegung der Kreisverwaltung nach Euskirchen 1827 Landratsamt.

## Lage und Bedeutung
Das Husarenquartier liegt wenige Meter vom zentralen Markt der Stadt Lechenich entfernt an der zur Landesburg führenden Schloßstraße. Das historische Gebäude wurde 1765 errichtet und gehört als Kulturdenkmal zu deren Sehenswürdigkeiten.

## Geschichte
Die Bevölkerung der ländlichen Gebiete im Kurköln des 18. Jahrhunderts litt unter Drangsalierungen, Einbrüchen und Räubereien umherziehender Landstreicher und Banden. Dies war Anlass für den Kurfürsten Clemens August, eine Landgendarmerie aufzustellen, deren Aufgabe die Gewährleistung von Sicherheit, Ruhe und Ordnung im Erzstift werden sollte.
Nach Bewilligung des entsprechenden Etats durch die Landstände wurde 1751 durch den Kurfürsten die berittene Landgendarmerie, auch Husarenkompanie genannt, aufgestellt. Die Leitung übertrug Clemens August dem zu dieser Zeit auf seinem Schloss in Rösberg residierenden Oberjägermeister Clemens August Freiherr von Weichs zu Rösberg.
Die Husaren hatten zunächst zwei Standorte, diese waren Hersel und Hülchrath bei Neuss. Anfang des Jahres 1754 wurde das Standquartier in Hersel, 1756 das Standquartier in Hülchrath aufgelöst und die Husaren bezogen das Hauptquartier in Lechenich.
Eine kurfürstliche Order wies die Beamten und Unterherren an, den Husaren jedwede Unterstützung zu gewähren. Dazu gehörten: Hinweise auf verdächtige Personen oder Vorgänge zu geben, aber auch Verpflegung und Unterkunft für Mann und Reittier zur Verfügung zu stellen. Bedingt durch die Größe des zu beaufsichtigenden Gebietes kehrten die ausgerückten Husaren oft erst nach einigen Tagen in ihr Quartier in Lechenich zurück.
Die Husarenkompanie bestand aus angeworbenen jungen Männern, die freiwillig in den Dienst des Kurfürsten getreten waren. Sie waren uniformiert, bewaffnet und wurden regelmäßig besoldet, waren jedoch keine militärische Einheit. Sie waren vielmehr die den Landständen unterstellte Polizei. Ihre Hauptaufgabe als Gendarme bestand darin, verdächtige Personen, „Diebs- und Bettelgesindel“ aufzuspüren, dingfest zu machen, um sie bis zur Aburteilung durch die örtlichen Schöffen ins Gefängnis, im Gebiet Lechenich ein Turm der Landesburg, einzuliefern.

### Besitzverhältnisse des Standquartiers
Das Haus und die dazugehörigen Gebäude wurden im Jahre 1765 von Husarenoberst Szentivani, dem Kommandanten der kurkölnischen Husarenkompanie und seiner Frau, einer geborenen Gräfin von Wittgenstein, errichtet. Am 25. Juli 1765 vermietete der Oberst das Gebäude mitsamt Scheune und Stallungen den kurkölnischen Landständen. Der Vertrag lief auf 12 Jahre zu einem jährlichen Zins von 80 Reichstalern für die Unterbringung der Husarenkompanie. 1767 schenkte Oberst Szentivani die Hälfte des Hauses seiner Frau, die andere Hälfte vermachte er dem Erzstift, das nach seinem Tode 1769 die andere Hälfte des Hauses von seiner Witwe in Erbpacht erwarb.

### Nutzung des Quartiers
Im Sommer 1765 wurde das Haus als Standquartier von der Husarenkompanie bezogen. Sie bestand inklusive der Führungskräfte aus 32 Personen. Davon waren 28 oder 29 einfache Husaren, die übrigen Unteroffiziere oder Korporäle. Mannschaften, Offiziere und der Kommandant bewohnten gemeinsam das Hauptgebäude. Die Mannschaftsräume waren sehr einfach eingerichtet. Den Husaren dienten mit Matratzen oder Strohsäcken belegte Bettgestelle als Schlaflager. Auch die sanitären Einrichtungen, wie Waschgelegenheiten oder Latrinen, dürften in dieser Zeit sehr einfach ausgestattet gewesen sein. So wird von Visitationen durch Vertreter der Landstände berichtet, die vieles bemängelten.
Das Lechenicher Quartier der Husaren wurde von diesen bis zum Einmarsch der französischen Revolutionsarmee genutzt. Im Herbst 1794 wurden 12 Husaren als Polizeitruppe ins Vest Recklinghausen verlegt, wo sie, 1798 in Landdragoner umbenannt, als Landpolizisten Dienst verrichteten.

### Französisches Gendarmeriegebäude

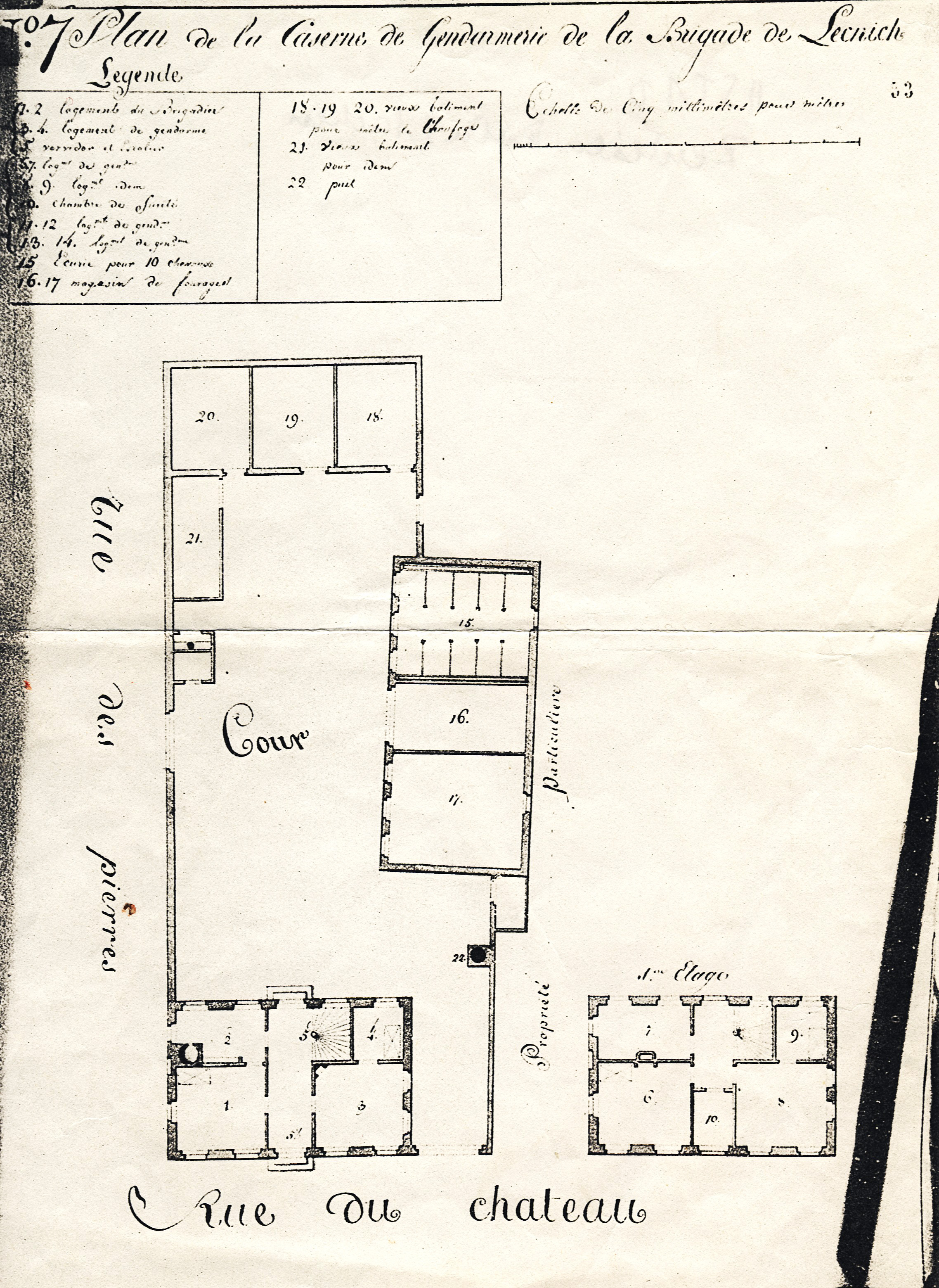
Lageplan (1800–1815)

Das ehemalige Husarenquartier wurde zunächst durch die französische Verwaltung verpachtet. Die Gebäude des Standquartiers waren nicht vom Verkauf in der Säkularisation betroffen, da die französische Verwaltung sie als Gendarmerigebäude nutzte. Seit 1800 wohnten in dem Gendarmeriehaus ein Brigadier und drei Gendarme mitsamt ihren Familien. Nach 1815 war das Gebäude im Besitz der Gemeinde.

### Verwendung in Preußischer Zeit
Nach dem Ende der Franzosenzeit wurde das Haus von 1816 bis 1827 das Landratsamt des neu geschaffenen aus dem Kanton Lechenich und dem Kanton Zülpich hervorgegangenen Kreises Lechenich. Auch jetzt behielt das Gebäude seine Doppelfunktion als Amts- und Wohnhaus bei. Die ersten beiden Landräte des Kreises, Landrat Bärsch und Landrat Weichs, sowie der Kreissekretär arbeiteten und wohnten in dem Gebäude.
Nach der Verlegung der Kreisverwaltung nach Euskirchen im Jahr 1827 vermietete die Gemeinde das Haus an die Nachkommen des Jakob Cahen. Nach einer Eintragung im Protokollbuch der Gemeinde Lechenich ist das Haus 1847 verkauft worden. Reste eines Plakates mit der Bekanntmachung der Versteigerung fand man bei der Restaurierung im Jahre 1980 unter dem Putz der Außenwand.

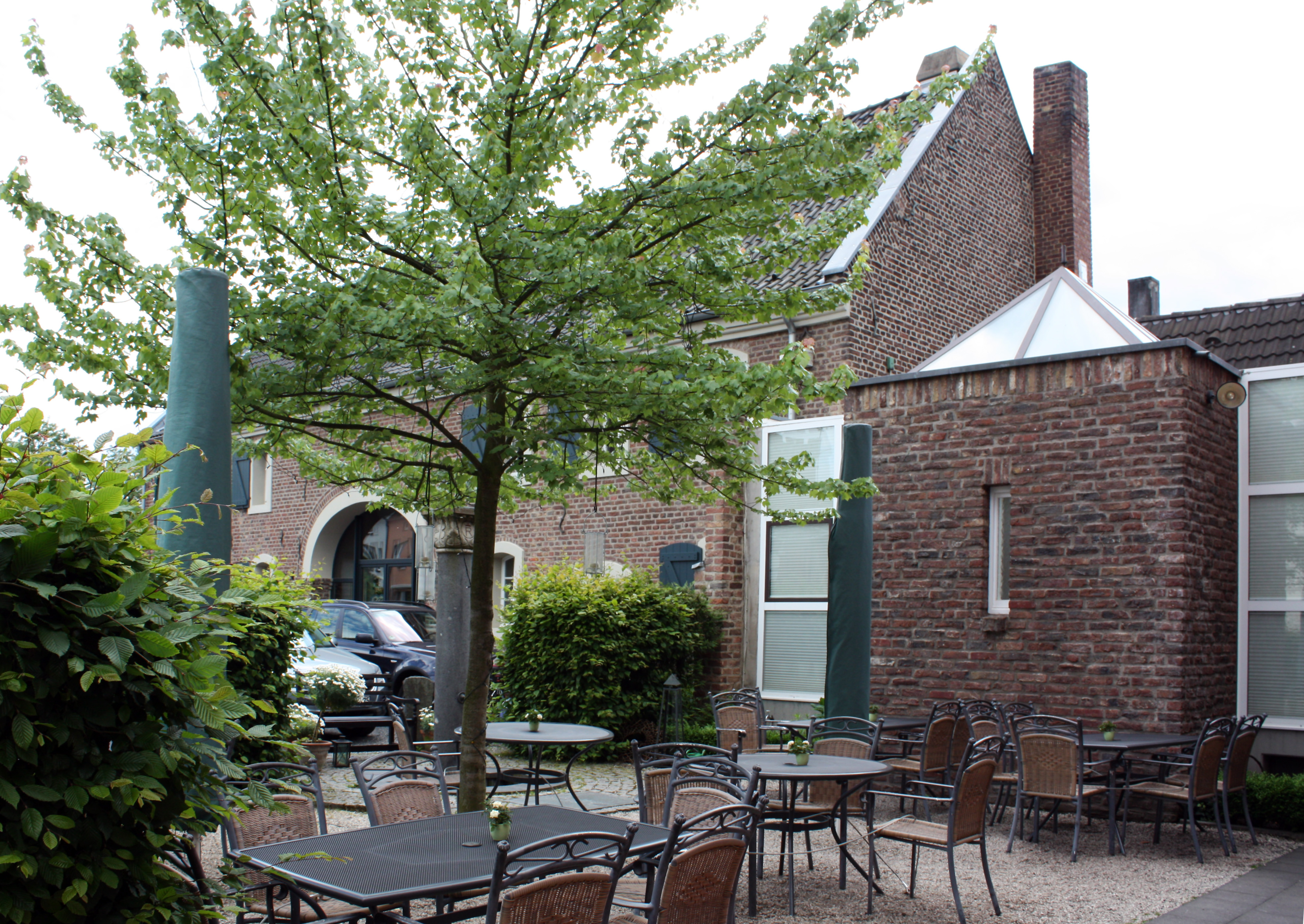
Ehemalige Stallungen
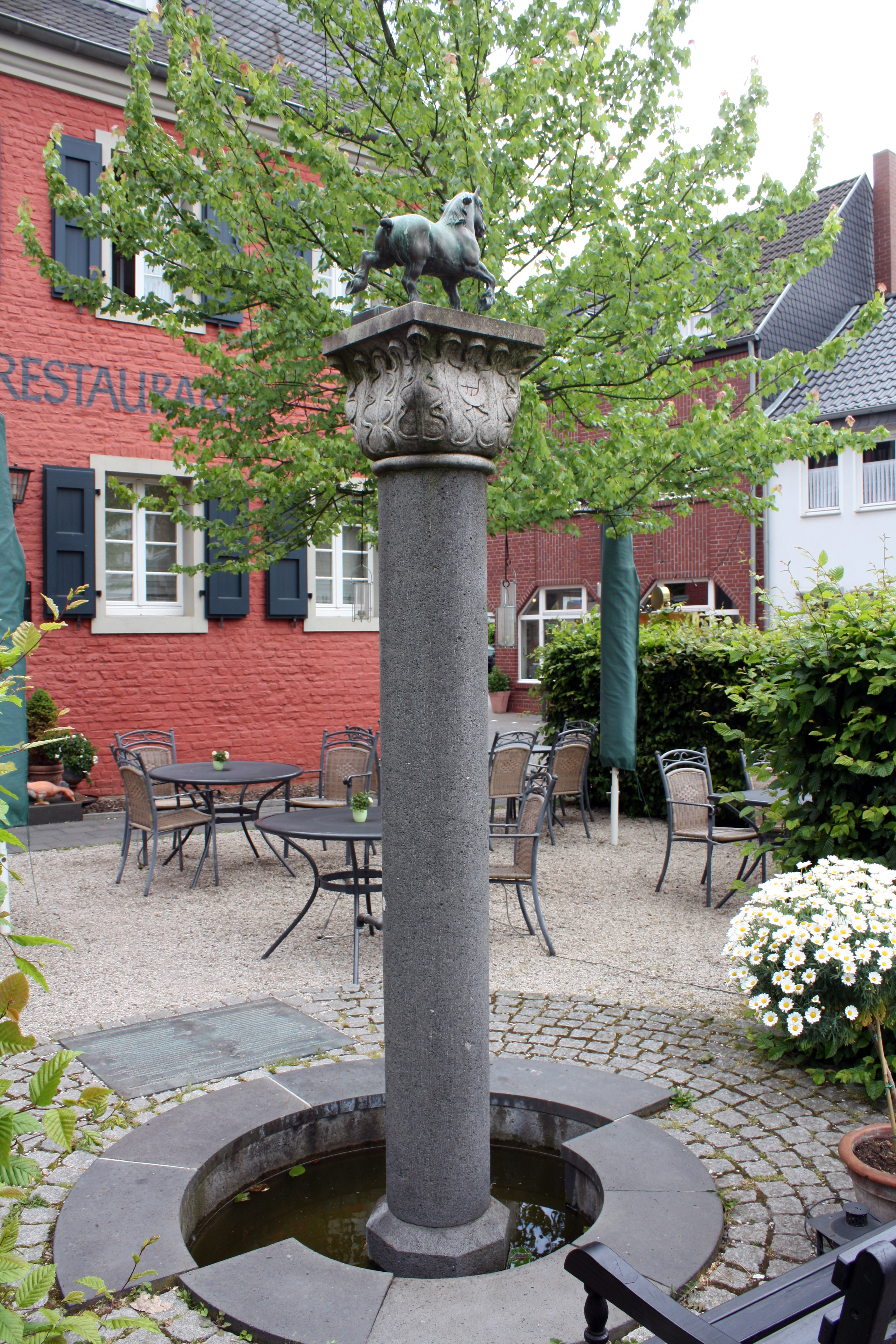
Brunnen an der Rückseite
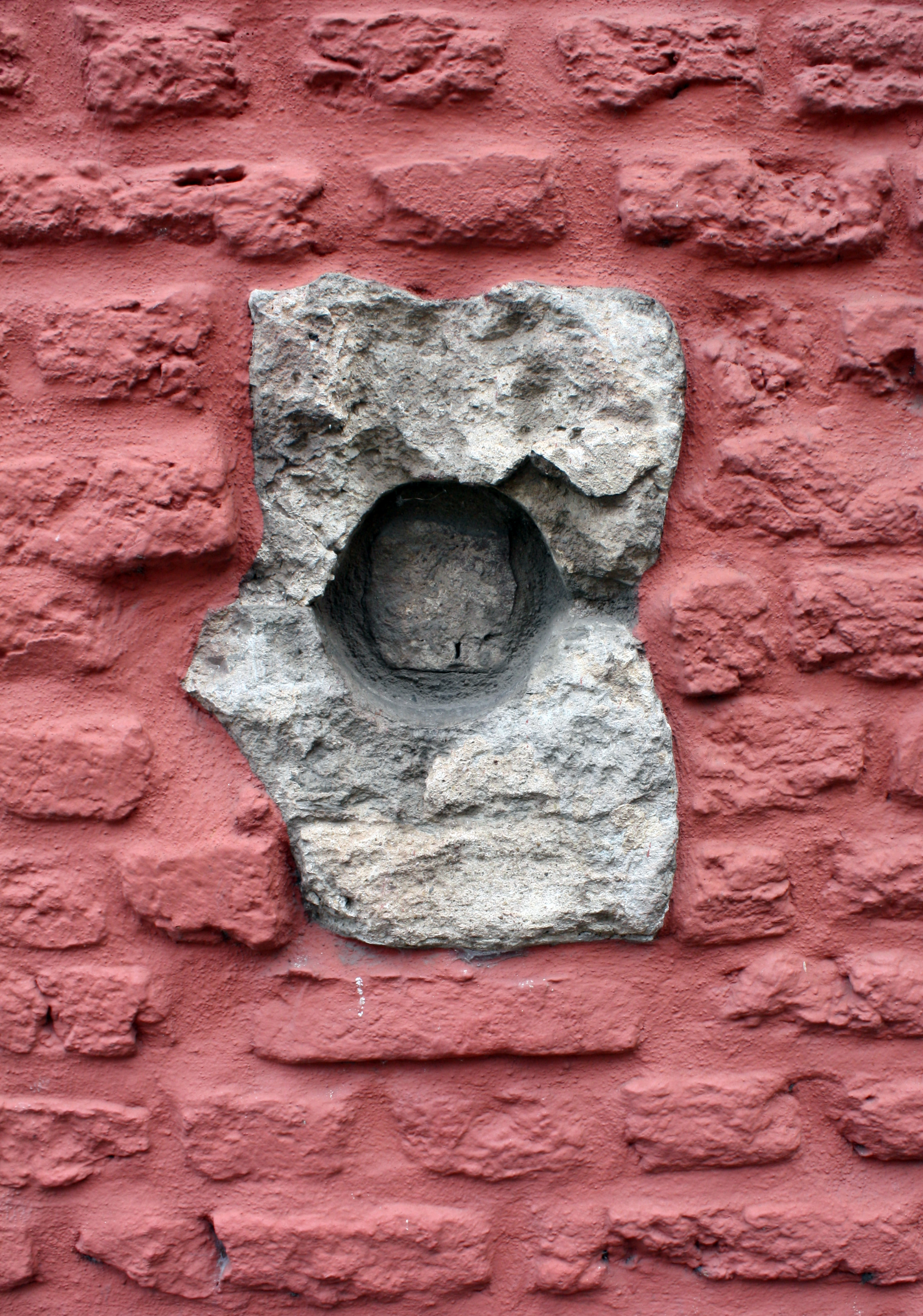
Vormaliger Küchenabfluss
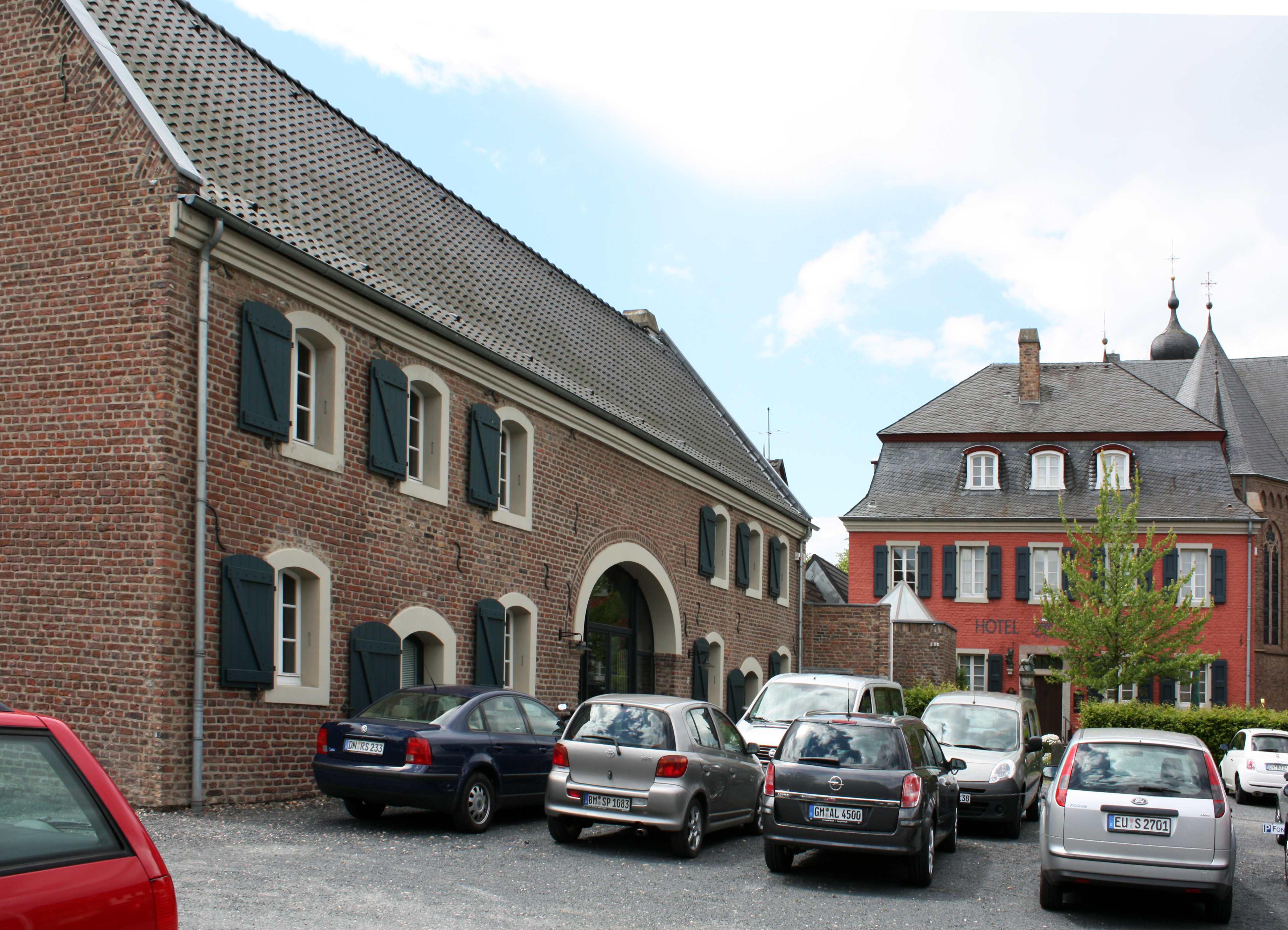
Rückwärtiges Gelände

## Baubeschreibung
Haus und Grund des Husarenquartiers liegen gegenüber der Chorseite der alten Pfarrkirche St. Kilian. Das Grundstück erstreckt sich, beginnend an der Schloßstraße, als schmaler Streifen entlang der dort beginnenden Steinstraße nach Osten. Im Vergleich zu einem Lageplan des Jahres 1800 befanden sich auf dem Areal außer dem Wohnhaus und den Pferdeställen mit zugehörigen Magazinräumen weitere alte Gebäude. Von dieser Bebauung blieb das heutige mit seiner Breitseite an der Straßenfront stehende, ehemalige Hauptgebäude sowie der an der Südseite des Grundstücks errichtete Längstrakt der ehemaligen Stallungen (heute oft als „alte Scheune“ bezeichnet), die nach ihrer Sanierung in jüngerer Zeit als Büroräume genutzt werden. Die Restfläche wird heute überwiegend als Parkplatz genutzt.
Das Husarenquartier ist ein rechteckiger, zweigeschossiger Backsteinbau mit einem schiefergedeckten, abgewalmten Mansarddach. Das nach dem ältesten dokumentierten Farbton des Hauses in einem oxidrot getünchte Bauwerk gliedert sich durch in Sandstein gefasste Fenster und hat jeweils einen Eingang auf der Vorder- und Rückseite. Die Fenster des überwiegend freistehenden Gebäudes wurden nach dessen umfassender Restaurierung wieder in der früheren Sprossenform gehalten. Erhaltene historische Substanz des grundlegend entkernten und neu ausgebauten Hauses ist ein unter dem rechten Gebäudeteil liegender tonnengewölbter Keller. An der Hauswand zur Steinstraße ist an der linken Seite des Erdgeschosses ein Ausgussstein im Mauerwerk belassen worden. Es soll der ehemalige Abfluss der dort lokalisierten Küche mit ihrem steinernen Spülbecken gewesen sein.
Im rückwärtigen Außenbereich befindet sich ein in jüngerer Zeit errichteter Brunnen, auf dessen Säulenkapitell die Bronze eines Pferdes aufgebracht wurde. Sie erinnert jedoch nicht an die Pferde der berittenen Husarenkompanie, sondern an die Zucht von Kaltblütern in Lechenich, die von der Familie Kretz betrieben wurde. Diese ist auch Eigentümer der Immobilie.

## Restaurant-Nutzung 1995–2017

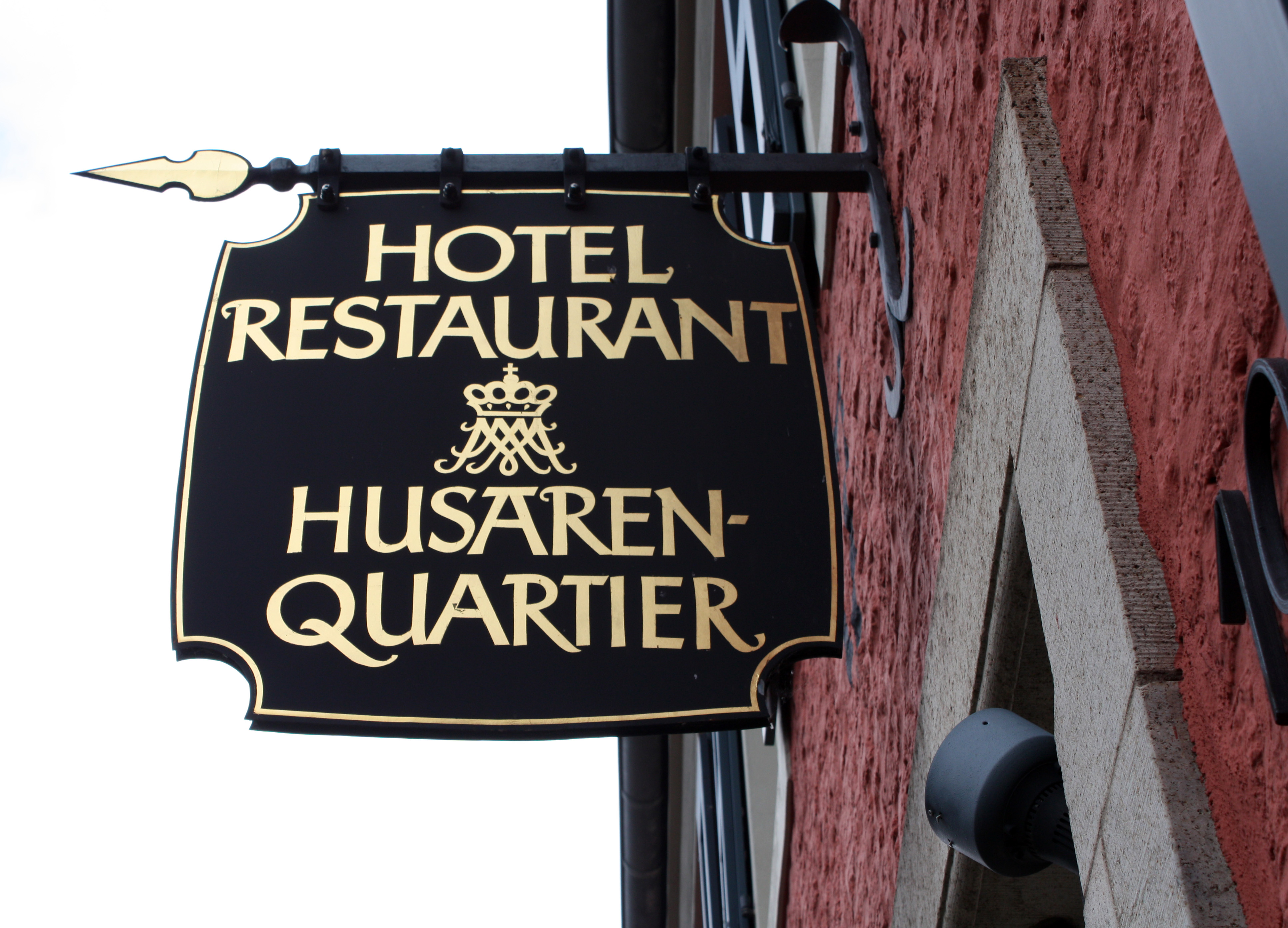
Restaurant Husarenquartier

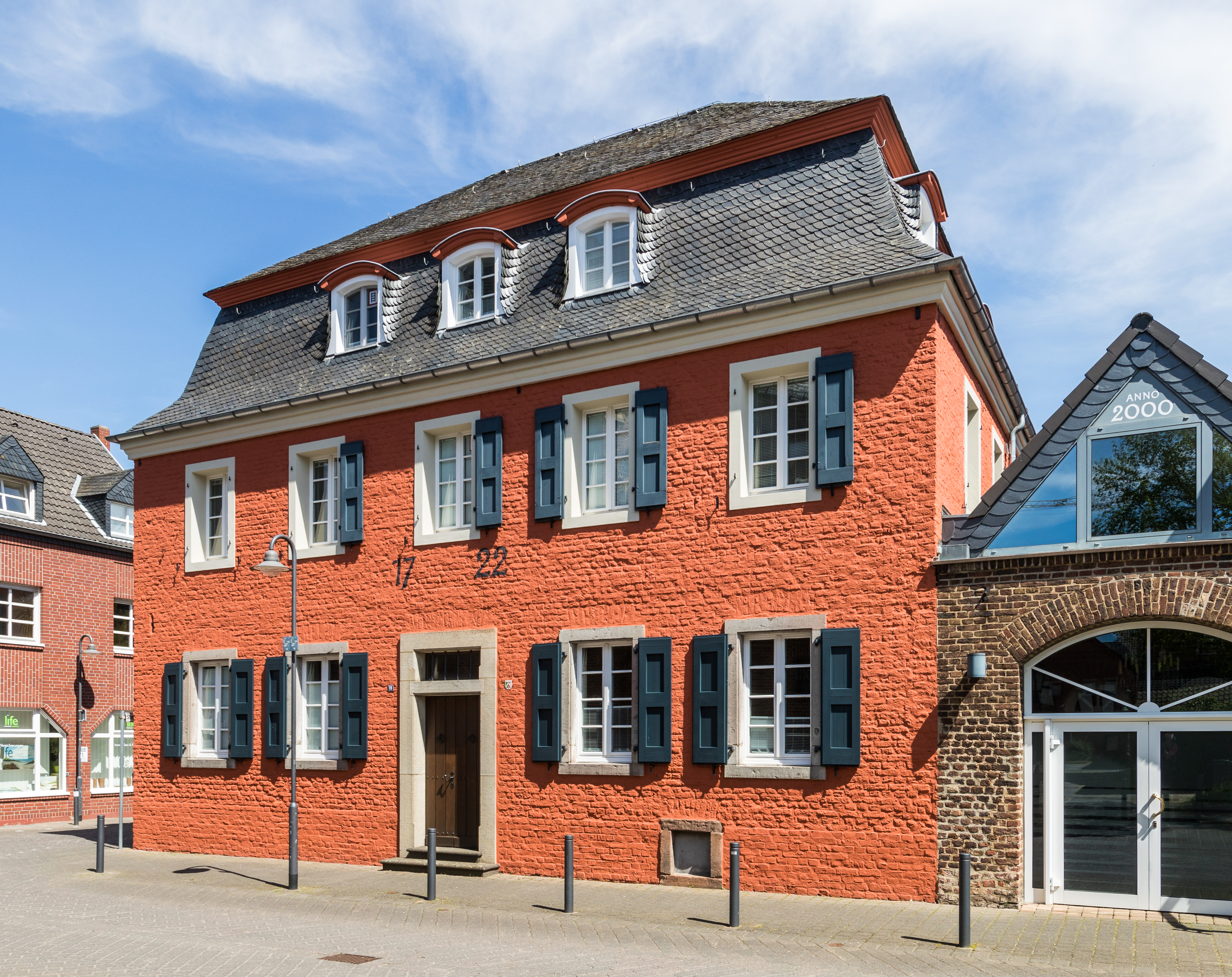
Husarenquartier, 2021, ohne Restaurantschild

Von 1995 bis 2017 wurde das Restaurant Husarenquartier von Herbert Brockel geleitet. Es wurde vom Guide Michelin von 2000 bis 2016 mit einem Stern ausgezeichnet.